# Zehnkampf-Länderkampf der Männer 1966 BR Deutschland – Sowjetunion
| 2. Leichtathletik-Länderkampf mit bundesdeutscher Beteiligung 1966 | 2. Leichtathletik-Länderkampf mit bundesdeutscher Beteiligung 1966 |
| ------------------------------------------------------------------ | ------------------------------------------------------------------ |
|                                                                    |                                                                    |
| Zehnkampf-Vergleich der Männer: BR Deutschland – Sowjetunion       |                                                                    |
| Austragungsort                                                     | Schweinfurt                                                        |
| Wettbewerbe                                                        | 1                                                                  |
| Datum                                                              | 4./5. Juni                                                         |
| 1. FRG 2. URS                                                      | 59.781 Punkte 59.141 Punkte                                        |
| Chronik                                                            |                                                                    |
| ← FRG-FRA-SUI Geher (M)                                            | FRG-FRA-NLD 5kampf (F) →                                           |

Im zweiten Vergleich des Länderkampfjahres 1966 trafen die bundesdeutschen Zehnkämpfer zum zweiten Mal auf die Sowjetunion. Im Vorjahr hatten die bundesdeutschen Sportler das Duell gegen diesen starken Gegner in Jerewan knapp für sich entschieden. Die diesjährige Begegnung fand am 4./5. Juni in Schweinfurt statt.

## Wettbewerbe und Modus
Zugelassen waren zehn Athleten pro Land, von denen die acht Besten mittels Addition ihrer Punkte gewertet wurden. Die Sowjetunion trat mit neun Zehnkämpfern an, Deutschland mit zehn.

## Ergebnis
Hier traf sich ein hochkarätiges Teilnehmerfeld. Dabei waren unter anderem Werner von Moltke, Vizeeuropameister von 1962 und Anfang September in diesem Jahr Europameister in Budapest – Rein Aun, Olympiazweiter von 1964 – Horst Beyer, Olympiasechster von 1964 und Anfang September in Budapest EM-Dritter – Jörg Mattheis, in Budapest Vizeeuropameister / Mychajlo Storoschenko, Olympiaachter von 1964 – Manfred Bock, EM-Dritter von 1962.
In der Einzelwertung lag diesmal ein bundesdeutscher Zehnkämpfer vorn und auch in der Gesamtwertung sammelten die bundesdeutschen Vertreter genügend Punkte für den Sieg über ihre sowjetischen Konkurrenten. Die Bundesrepublik Deutschland entschied auch dieses zweite Aufeinandertreffen mit 59.781 zu 59.141 Punkten für sich.

## Legende
Kurze Übersicht zur Bedeutung der Symbolik – so üblicherweise auch in sonstigen Veröffentlichungen verwendet:
| DNF   | nicht im Ziel (did not finish) |
| DNS   | nicht am Start (did not start) |
| o. W. | ohne Wertung                   |

## Resultat
| Platz | Name                  | Nation | Punkte | 100 m  | Weit- sprung | Kugel- stoßen | Hoch- sprung | 400 m  | 110 m Hürden | Diskus- wurf | Stabhoch- sprung | Speer- wurf | 1500 m     |
| ----- | --------------------- | ------ | ------ | ------ | ------------ | ------------- | ------------ | ------ | ------------ | ------------ | ---------------- | ----------- | ---------- |
| 01    | Werner von Moltke     | FRG    | 7802   | 10,6 s | 7,21 m       | 15,38 m       | 1,81 m       | 51,0 s | 14,9 s       | 48,45 m      | 4,20 m           | 59,28 m     | 4:51,0 min |
| 02    | Rein Aun              | URS    | 7682   | 10,8 s | 6,92 m       | 13,98 m       | 1,87 m       | 49,7 s | 15,7 s       | 43,67 m      | 4,00 m           | 61,64 m     | 4:26,2 min |
| 03    | Horst Beyer           | FRG    | 7634   | 11,1 s | 7,12 m       | 13,78 m       | 1,93 m       | 49,9 s | 14,7 s       | 40,55 m      | 4,20 m           | 50,69 m     | 4:26,7 min |
| 04    | Jörg Mattheis         | FRG    | 7588   | 11,0 s | 7,16 m       | 14,21 m       | 1,87 m       | 50,0 s | 15,7 s       | 42,66 m      | 3,90 m           | 63,44 m     | 4:36,8 min |
| 05    | Mychajlo Storoschenko | URS    | 7578   | 10,9 s | 7,15 m       | 14,89 m       | 1,90 m       | 54,3 s | 14,7 s       | 44,92 m      | 4,00 m           | 64,24 m     | 4:54,2 min |
| 06    | Hans Nerlich          | FRG    | 7534   | 10,4 s | 7,46 m       | 12,22 m       | 1,81 m       | 48,3 s | 14,6 s       | 34,69 m      | 3,90 m           | 59,16 m     | 4:48,2 min |
| 07    | Albert Fontalis       | URS    | 7470   | 10,8 s | 6,85 m       | 14,27 m       | 1,78 m       | 49,5 s | 15,6 s       | 42,28 m      | 3,80 m           | 49,28 m     | 4:14,7 min |
| 08    | Jüri Otsmaa           | URS    | 7448   | 11,5 s | 6,93 m       | 14,19 m       | 2,01 m       | 50,2 s | 15,5 s       | 41,26 m      | 3,60 m           | 58,29 m     | 4:27,6 min |
| 09    | Jānis Lanka           | URS    | 7416   | 10,9 s | 7,09 m       | 15,05 m       | 1,75 m       | 50,2 s | 15,4 s       | 44,82 m      | 3,80 m           | 52,90 m     | 4:41,2 min |
| 10    | Hans-Joachim Perk     | FRG    | 7353   | 11,2 s | 6,71 m       | 12,88 m       | 1,81 m       | 49,5 s | 15,3 s       | 37,53 m      | 4,20 m           | 51,56 m     | 4:14,6 min |
| 11    | Juri Russanow         | URS    | 7333   | 10,9 s | 6,84 m       | 13,84 m       | 1,75 m       | 50,7 s | 14,8 s       | 40,98 m      | 4,00 m           | 55,51 m     | 4:43,4 min |
| 12    | Manfred Bock          | FRG    | 7332   | 11,1 s | 6,62 m       | 13,48 m       | 1,84 m       | 50,9 s | 15,0 s       | 39,82 m      | 3,70 m           | 62,98 m     | 4:31,4 min |
| 13    | Sergei Schurepow      | URS    | 7315   | 11,4 s | 6,50 m       | 12,90 m       | 2,01 m       | 54,2 s | 15,8 s       | 43,14 m      | 4,10 m           | 65,22 m     | 4:33,7 min |
| 14    | Burkhardt Schlott     | FRG    | 7275   | 10,8 s | 7,15 m       | 13,98 m       | 1,81 m       | 49,7 s | 15,3 s       | 39,44 m      | 4,10 m           | 46,75 m     | 4:56,8 min |
| 15    | Günther Grube         | FRG    | 7263   | 10,7 s | 7,07 m       | 14,01 m       | 1,81 m       | 51,1 s | 16,8 s       | 39,89 m      | 3,70 m           | 67,97 m     | 4:55,8 min |
| 16    | Georg Stummeyer       | FRG    | 7180   | 11,1 s | 6,57 m       | 13,11 m       | 1,93 m       | 50,4 s | 16,0 s       | 38,26 m      | 4,00 m           | 50,99 m     | 4:34,2 min |
| 17    | Günter Tidow          | FRG    | 7070   | 11,1 s | 6,36 m       | 15,65 m       | 1,70 m       | 50,8 s | 15,7 s       | 42,16 m      | 3,20 m           | 59,70 m     | 4:32,5 min |
| 18    | Walentin Starodubzew  | URS    | 6899   | 10,8 s | 7,22 m       | 13,41 m       | 1,75 m       | 49,3 s | 15,0 s       | 45,10 m      | 3,60 m           | 45,12 m     | o. W.      |
| DNF   | Priit Paalo           | URS    |        | 11,4 s | 6,45 m       | 14,09 m       | 1,84 m       | 52,1 s | 16,4 s       | 43,55 m      | 3,00 m           | DNS         |            |